# Мачковац (Крушевац)
Мачковац је насељено место града Крушевца у Расинском округу. Према попису из 2022. било је 932 становника (према попису из 1991. било је 1433 становника).

## Историјат
Место Мачковац је најстарије познато насеље у широј околини данашњег Крушевца које се помиње у писаним изворима из доба Немањића. Уцртано је у историјским атласима који приказују другу половину тринаестог века. Давне 1282. године ово насеље било је место сусрета српских владара краљева Драгутина и Милутина. Назив села Мачковац постао је по ковачима мачева: мач - ковци, Мачковци како се помиње у тринаестом веку, а данас Мачковац који био и главна ковачница мачева српског кнеза Лазара.

## Демографија
У насељу Мачковац живи 1066 пунолетних становника, а просечна старост становништва износи 44,9 година (42,8 код мушкараца и 46,8 код жена). У насељу има 364 домаћинства, а просечан број чланова по домаћинству је 3,56.
Ово насеље је великим делом насељено Србима (према попису из 2002. године), а у последња три пописа, примећен је пад у броју становника.
|  |

| Демографија | Демографија | Демографија |
| Година      | Становника  | Становника  |
| ----------- | ----------- | ----------- |
| 1948.       | 1.660       |             |
| 1953.       | 1.719       |             |
| 1961.       | 1.684       |             |
| 1971.       | 1.590       |             |
| 1981.       | 1.534       |             |
| 1991.       | 1.433       | 1.338       |
| 2002.       | 1.295       | 1.382       |

| Етнички састав према попису из 2002.‍ | Етнички састав према попису из 2002.‍ | Етнички састав према попису из 2002.‍ | Етнички састав према попису из 2002.‍ | Етнички састав према попису из 2002.‍ |
| ------------------------------------ | ------------------------------------ | ------------------------------------ | ------------------------------------ | ------------------------------------ |
|                                      |                                      |                                      |                                      |                                      |
| Срби                                 | Срби                                 |                                      | 1.291                                | 99,69%                               |
| Југословени                          | Југословени                          |                                      | 2                                    | 0,15%                                |
| Македонци                            | Македонци                            |                                      | 1                                    | 0,07%                                |
| непознато                            | непознато                            |                                      | 0                                    | 0,0%                                 |

| Година пописа     | 1948. | 1953. | 1961. | 1971. | 1981. | 1991. | 2002. |
| ----------------- | ----- | ----- | ----- | ----- | ----- | ----- | ----- |
| Број домаћинстава | 323   | 332   | 355   | 356   | 353   | 340   | 364   |

| Број чланова      | 1  | 2  | 3  | 4  | 5  | 6  | 7  | 8 | 9 | 10 и више | Просек |
| ----------------- | -- | -- | -- | -- | -- | -- | -- | - | - | --------- | ------ |
| Број домаћинстава | 52 | 96 | 41 | 59 | 37 | 54 | 17 | 8 | 0 | 0         | 3,56   |

| Пол    | Укупно | Неожењен/Неудата | Ожењен/Удата | Удовац/Удовица | Разведен/Разведена | Непознато |
| ------ | ------ | ---------------- | ------------ | -------------- | ------------------ | --------- |
| Мушки  | 526    | 102              | 376          | 35             | 13                 | 0         |
| Женски | 586    | 82               | 385          | 109            | 10                 | 0         |
| УКУПНО | 1.112  | 184              | 761          | 144            | 23                 | 0         |

| Пол    | Укупно                    | Пољопривреда, лов и шумарство | Рибарство                            | Вађење руде и камена | Прерађивачка индустрија       |
| ------ | ------------------------- | ----------------------------- | ------------------------------------ | -------------------- | ----------------------------- |
| Мушки  | 266                       | 119                           | 0                                    | 0                    | 62                            |
| Женски | 152                       | 79                            | 0                                    | 0                    | 26                            |
| УКУПНО | 418                       | 198                           | 0                                    | 0                    | 88                            |
| Пол    | Производња и снабдевање   | Грађевинарство                | Трговина                             | Хотели и ресторани   | Саобраћај, складиштење и везе |
| Мушки  | 9                         | 21                            | 25                                   | 1                    | 5                             |
| Женски | 1                         | 5                             | 13                                   | 0                    | 3                             |
| УКУПНО | 10                        | 26                            | 38                                   | 1                    | 8                             |
| Пол    | Финансијско посредовање   | Некретнине                    | Државна управа и одбрана             | Образовање           | Здравствени и социјални рад   |
| Мушки  | 3                         | 2                             | 4                                    | 3                    | 2                             |
| Женски | 0                         | 4                             | 4                                    | 6                    | 9                             |
| УКУПНО | 3                         | 6                             | 8                                    | 9                    | 11                            |
| Пол    | Остале услужне активности | Приватна домаћинства          | Екстериторијалне организације и тела | Непознато            | Непознато                     |
| Мушки  | 3                         | 0                             | 0                                    | 7                    | 7                             |
| Женски | 1                         | 0                             | 0                                    | 1                    | 1                             |
| УКУПНО | 4                         | 0                             | 0                                    | 8                    | 8                             |